# Libro de los juegos

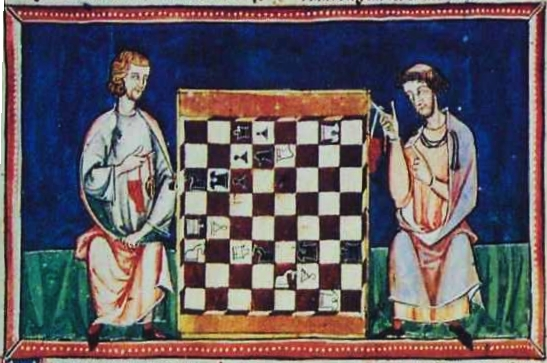
Schachproblem Nr. 35

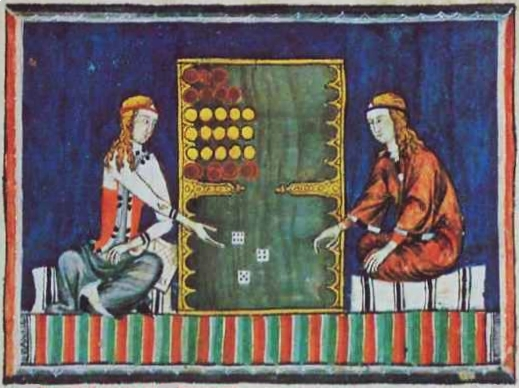
„Seis, dos, y as“, Wurfzabel, Puff

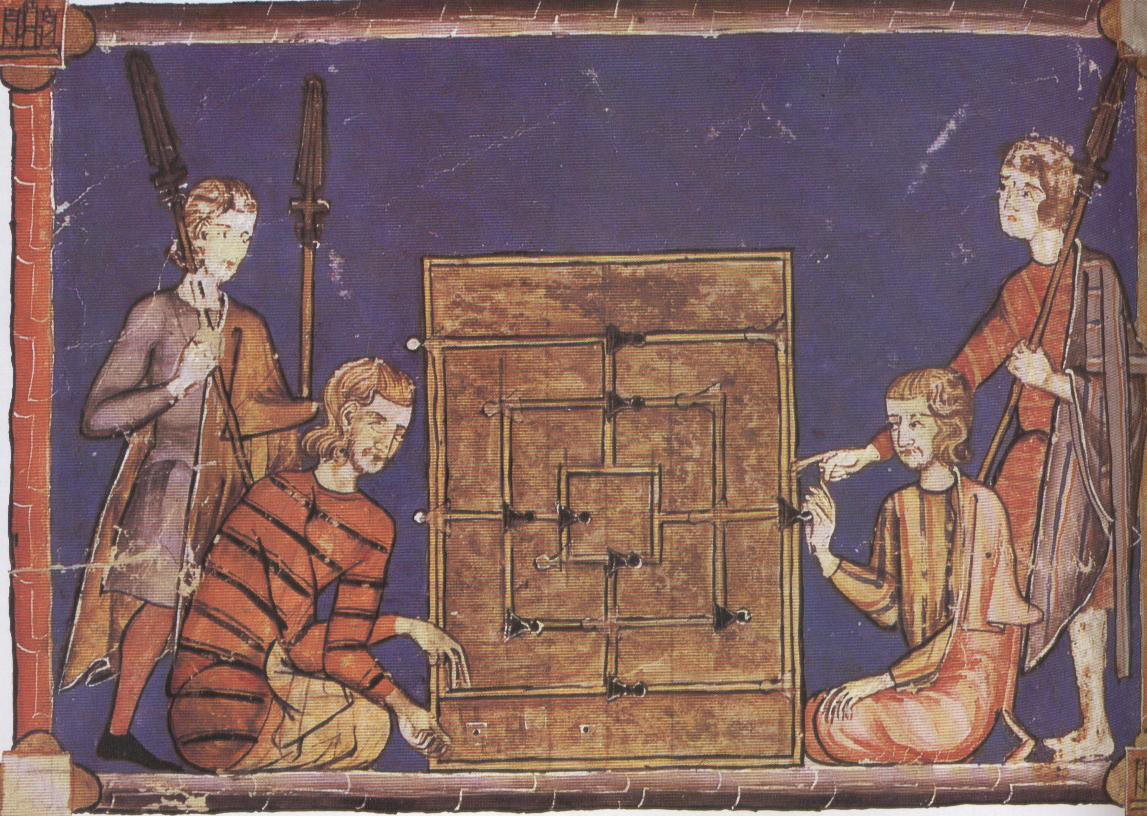
Mühle

Das Libro de los juegos, spanisch „Buch der Spiele“, ist ein literarisches Werk, das vom kastilischen König Alfons X. in Auftrag gegeben wurde und 1283 erschien. Es dokumentiert die Spielregeln verschiedener Brettspiele und gilt als die erste und bedeutendste Schachproblemsammlung des Mittelalters. Ein Original befindet sich in der Bibliothek der Klosterresidenz El Escorial.